# Port Hill Station
Port Hill Station est une communauté du Canada située dans le comté de Prince, sur l'Île-du-Prince-Édouard. Elle se trouve au sud d'Ellerslie.